# The Intercept
The Intercept é uma publicação, na forma de jornal on-line independente. Foi lançada em fevereiro 2014 pela First Look Media. A organização de notícias foi criada e financiada por Pierre Omidyar, fundador da eBay, e os seus editores são Laura Poitras, cineasta, documentarista e escritora e Jeremy Scahill, jornalista investigativo norte-americano, especialista em assuntos de segurança nacional e autor do livro Blackwater: The Rise of the World's Most Powerful Mercenary Army. A versão brasileira entrou no ar dia 2 de agosto de 2016.
Em outubro de 2020, o jornalista Glenn Greenwald, um dos fundadores do The Intercept, anunciou que decidiu sair da equipe após ser censurado pelos editores do site, que, segundo ele, não permitiram criticar a conduta de Joe Biden, candidato à presidência dos EUA pelo Partido Democrata, em uma matéria redigida por ele. A partir de então publica suas matérias em sua página web na plataforma Substack. Greenwald afirmou que a decisão não afeta o Intercept Brasil.

## Histórico

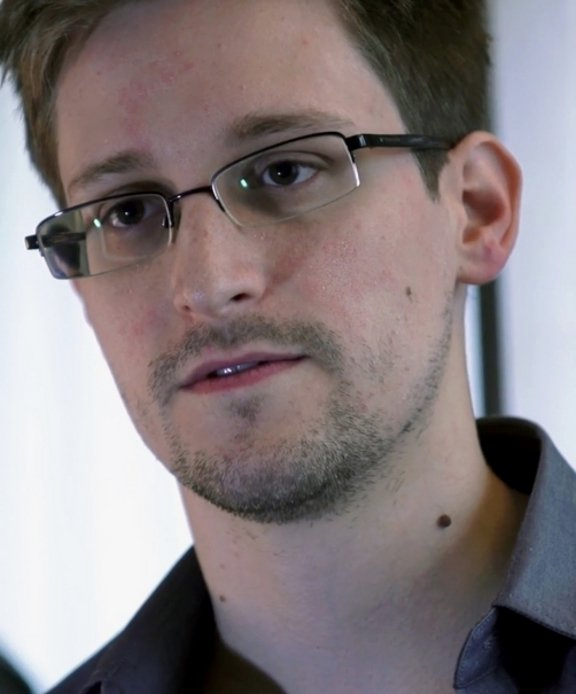
Edward Snowden, responsável pela revelação do esquema de vigilância global Agência de Segurança Nacional (NSA)

A publicação serviu como uma plataforma para informar sobre os documentos divulgados por Edward Snowden, no curto prazo, e para "produzir jornalismo destemido e contraditório em uma ampla gama de questões" no longo prazo. Greenwald e Poitras eram as duas únicas pessoas que tinham posse de todos os inúmeros documentos referentes aos programas de vigilância global da Agência de Segurança Nacional (NSA). Através da publicação desses documentos, iniciada em 2013, foi trazida ao conhecimento publico a vasta dimensão do sistema de vigilância global norte-americano.

### First Look Media eThe Intercept
Em 16 de outubro de 2013, Pierre Omidyar anunciou que iria financiar o novo meio de comunicação de Glenn Greenwald, Laura Poitras e Jeremy Scahill com doação de 250 milhões de dólares americanos. Pierre Omidyar investiu no empreendimento quantia igual ao investimento de Jeff Bezos, fundador da Amazon.com ao adquirir o jornal The Washington Post. A primeira edição do Intercept publicou fotos secretas da NSA reveladas pela primeira vez. A meta de longo prazo, segundo Greenwald, é "produzir um jornalismo corajoso, confrontando uma ampla gama de tópicos como corrupção ou política financeira ou violação de liberdades civis ."

### Versão brasileira

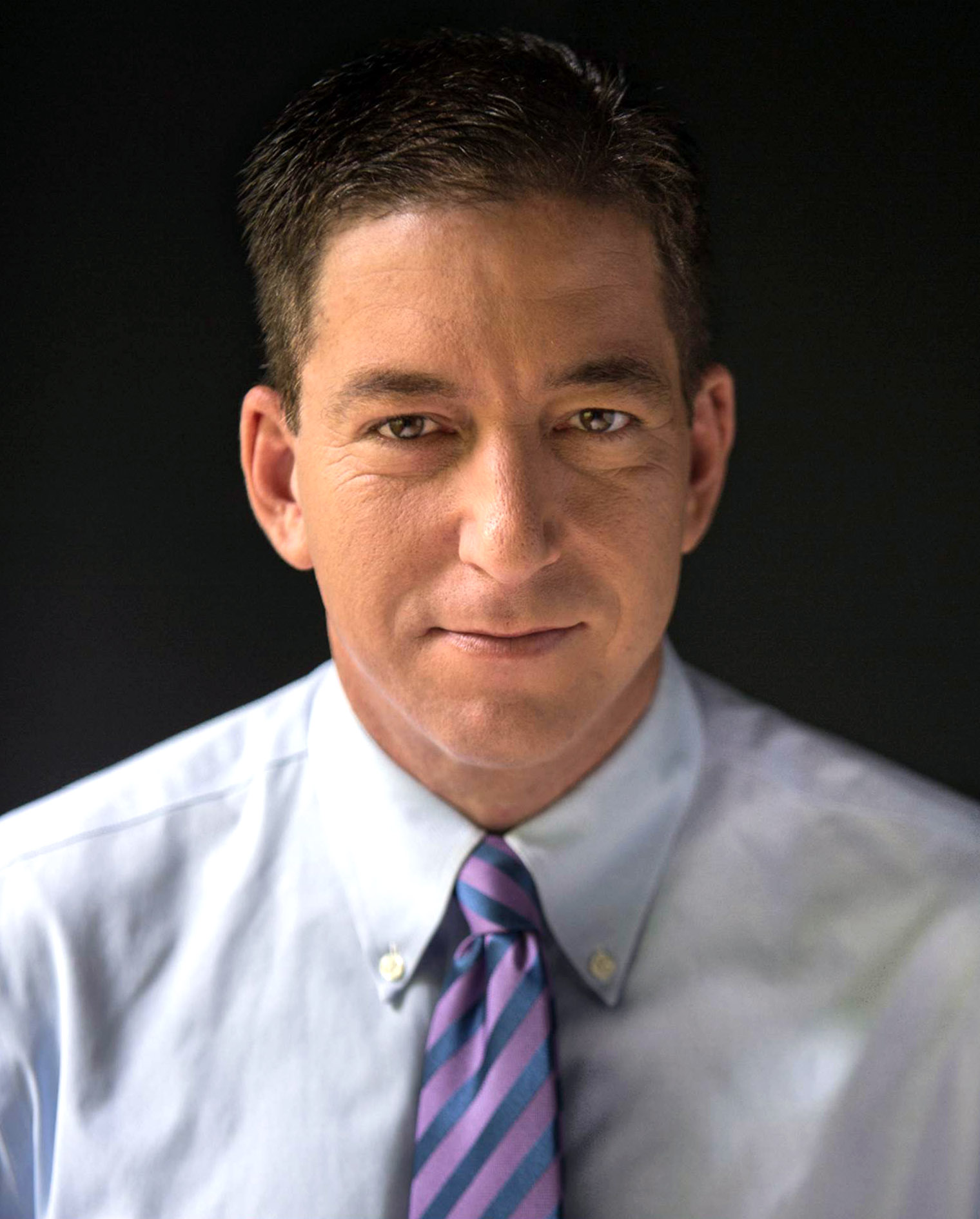
Jornalista Glenn Greenwald, foi um dos editores do site.

Em agosto de 2016, o site lançou uma versão brasileira, Intercept Brasil, editada em português, voltada para o noticiário político brasileiro e produzida por uma equipe de jornalistas brasileiros, que também apresenta notícias traduzidas da edição em inglês.
Quando do lançamento da versão brasileira da publicação, no seu perfil no Facebook, Greenwald disse:
"Com o intuito de ajudar a preencher essa lacuna, anunciamos hoje o lançamento do The Intercept Brasil. Para este projeto piloto, reunimos uma excelente equipe de jornalistas e editores brasileiros que produzirão matérias originais sobre as questões políticas, econômicas, sociais e culturais a serem publicadas na versão em português de nosso site. Também trabalharemos com jornalistas freelance de destaque e outros veículos independentes. Além disso, vamos traduzir nossos artigos de interesse internacional para o inglês, além de publicar outras traduções de matérias do Intercept em português. Neste mês, nosso foco inicial será o julgamento e a votação final do impeachment da presidente Dilma Rousseff no Senado Federal, assim como matérias sobre os Jogos Olímpicos do Rio de Janeiro. Além da publicação de conteúdo original, vamos implementar os mesmos princípios de proteção de fontes que ocupam um espaço central na missão do Intercept. As mesmas tecnologias adotadas para que nossas fontes forneçam informações confidenciais contando com a máxima proteção contra vigilância e ataques online (como o SecureDrop) também serão disponibilizadas para nossas fontes de informação brasileiras".— Glenn Greenwald
Prêmios
Prêmio Vladimir Herzog
| Prêmio Vladimir Herzog de Texto | Prêmio Vladimir Herzog de Texto       | Prêmio Vladimir Herzog de Texto | Prêmio Vladimir Herzog de Texto |
| Ano                             | Obra                                  | Autores | Resultado                       |
| ------------------------------- | ------------------------------------- | --- | ------------------------------- |
| 2020                            | "FBI e a Lava-Jato (série Vaza Jato)" | Natalia Viana, Mariam Saleh, Andrew Fishman, Alice Maciel, Rafael Neves, Marina Amaral, Bruno Fonseca e Larissa Fernandes (Agência Pública, em parceria com The Intercept Brasil) | Venceu                          |

| Menção Honrosa do Prêmio Vladimir Herzog por Multimídia | Menção Honrosa do Prêmio Vladimir Herzog por Multimídia | Menção Honrosa do Prêmio Vladimir Herzog por Multimídia   | Menção Honrosa do Prêmio Vladimir Herzog por Multimídia |
| Ano                                                     | Obra                                                    | Autores                                                   | Resultado                                               |
| ------------------------------------------------------- | ------------------------------------------------------- | --------------------------------------------------------- | ------------------------------------------------------- |
| 2020                                                    | "Arsenal Global"                                        | Cecilia Olliveira e Leandro Demori (The Intercept Brasil) | Venceu                                                  |

## Publicações de destaque

### Programas de vigilância dos Estados Unidos na mídia
Greenwald foi o jornalista americano que iniciou a publicação dos documentos denunciando os inúmeros programas de Vigilância global pela (NSA) americana. Os documentos foram revelados por Edward Snowden. Através da publicação desses documentos foi trazida ao conhecimento público a vasta dimensão do sistema de vigilância global americano.

### Vazamento de conversas envolvendo a Operação Lava Jato
Em 9 de junho de 2019, uma série de reportagens revelou trocas de mensagens entre membros da Operação Lava Jato e o juiz Sergio Moro, justificando a hipótese de haver motivação política na operação.

## Prêmios
Em fevereiro de 2016, o The Intercept ganhou um National Magazine Award por colunas e comentários do escritor Barrett Brown, e foi finalista na categoria de interesse público de uma série de Sharon Lerner chamada Teflon Toxin, que expôs como a DuPont prejudicou o público e seus trabalhadores com produtos químicos tóxicos. Em abril de 2016, o The Intercept ganhou o prêmio de melhor site de notícias no Webby Awards. Em maio de 2016,ganhou três prêmios no New York Press Club Awards. O site foi premiado na categoria "reportagem especial" por suas reportagens investigativas sobre o programa norte-americano de drones, a categoria "humor" para uma série de colunas do escritor Barrett Brown e a categoria "documentário" para um curta chamado "The Surrender", sobre o ex-analista de inteligência norte-americano Stephen Jin-Woo Kim - produzido por Stephen Maing, Laura Poitras e Peter Maass. No Online News Awards de 2016, o The Intercept ganhou o prêmio de Jornalismo de Dados Investigativos da Universidade da Flórida por sua série 'Drone Papers", uma investigação de documentos secretos detalhando um programa secreto de assassinato no exterior promovido pelo governo dos Estados Unidos.
No Online News Awards de 2017, o Intercept ganhou dois prêmios: o primeiro por uma reportagem sobre os esforços do FBI para se infiltrar na família Bundy, e o segundo, um jornalismo de investigação por "Trial and Terror", um projeto documentando as pessoas processadas por terrorismo nos Estados Unidos desde os ataques de 11 de setembro de 2001. No mesmo ano, o The Intercept ganhou um Prêmio Hillman de Jornalismo na Web para uma série de investigações de Jamie Kalven, denunciando a criminalidade no Departamento de Polícia de Chicago. A organização de notícias também ganhou um prêmio de 2017 no Awards for Reporting on The Environment. Os juízes do prêmio ambiental elogiaram a autora Sharon Lerner por sua obra "O Estranho Caso de Tennie White", que descreveram como "uma investigação minuciosa e perturbadora sobre contaminação e injustiça perto de uma fábrica de produtos químicos no Mississippi".

## Críticas e controvérsias

### Vocabulário e vazamentos
Erik Wemple, escrevendo para o The Washington Post, notou a recusa conspícua de The Intercept de usar o termo "assassinatos seletivos" para se referir ao programa de drones dos Estados Unidos, em vez disso referindo-se aos ataques de drones como "assassinatos". Wemple incluiu a explicação de Greenwald de que o assassinato é "o termo preciso em vez do termo eufemístico que o governo quer que usemos"; Greenwald observou ainda que "quem é assassinado deliberadamente longe de um campo de batalha para fins políticos está sendo assassinado". O Tech Crunch se referiu a história como evidência clara de "oposição descarada aos falcões de segurança". Em janeiro de 2015, Benjamin Wittes, editor-chefe da Lawfare, argumentou que, essencialmente, o The Intercept estava convidando indivíduos e organizações a roubar documentos e divulgá-los no The Intercept por publicar um guia "How to Leak to the Intercept" ("Como Vazar para o The Intercept"). Wittes escreveu: "Se eu fosse uma agência de inteligência estrangeira, eu estaria vendo isso como uma ótima maneira de enviar documentos atraentes, talvez até mesmo reais, que contêm alguns pedaços bacanas de código executável que ofereciam visibilidade para mim sobre as atividades de pessoas com acesso aos materiais de Snowden, pessoas que estão conversando e recrutando outros vazadores. Ou talvez eu deixasse cair alguns arquivos de pote de mel, alguns arquivos que balizam sua localização. Ou talvez eu apenas usasse a oportunidade de deixar desinformações sobre jornalistas que mostraram que acreditarão em qualquer coisa se for um desprestígio da inteligência dos Estados Unidos." Wittes também questionou a capacidade do Intercept para proteger aqueles que vazam à publicação on-line.

### Escândalo de Juan M. Thompson
Em fevereiro de 2016, o site acrescentou longas correções a cinco matérias do repórter Juan M. Thompson e retratou uma sexta, sobre o atirador da igreja de Charleston, Dylann Roof, escrito no ano anterior, focado na comunidade afro-americana. Pouco depois, uma nota do editor Betsy Reed indicou que Thompson havia sido demitido recentemente depois que seus editores descobriram "um padrão de decepção" em suas reportagens. De acordo com Reed, ele havia "fabricado várias citações em suas histórias e criado contas de e-mail falsas que ele usou para representar pessoas, uma das quais era uma conta do Gmail em meu nome". Reed pediu desculpas aos leitores e aos que foram mal citados. Ela observou que alguns dos trabalhos de Thompson, a maioria deles usando fontes públicas, eram verificáveis. Os editores alertaram os usuários das histórias afetadas, e prometeram tomar medidas similares caso novas informações surgissem.
Thompson sugeriu que o problema maior era o racismo no campo da mídia. Ele inventou pseudônimos para algumas de suas fontes, a quem descreveu como "negros pobres que não queriam seus nomes no público diante das situações" e não teriam falado com um repórter de outra forma. "O jornalismo que cobre as experiências de pessoas negras pobres e o jornalismo de outros, como você e o First Look, são usados para diferir drasticamente", argumentou. Ele também alegou que sentiu a necessidade de "exagerar minha merda pessoal para provar meu valor" nos incidentes de viés racial que ele disse ter testemunhado ali. Quando Gawker publicou seu e-mail, Reed disse que essas alegações não estavam na versão que ele enviou a ela. Ele foi demitido pelo Intercept no início de 2016 e, segundo Reed, não colaborou com a investigação de suas ações.

### Exposição e detenção de uma fonte confidencial
No início de junho de 2017, o Intercept publicou um documento da National Security Agency, que afirma que a inteligência russa hackeou com sucesso uma empresa americana de registro de eleitores e pesquisas de software, e utilizou informações colhidas para phishing autoridades eleitorais. O documento foi enviado por correio de uma fonte dentro da NSA, que não revelou sua identidade para o Intercept. Uma hora após a publicação, o Reality Winner, um funcionário contratado pela NSA de 25 anos, foi preso pelo Federal Bureau of Investigation e acusado pela Espionage Act de 1917. O artigo reforçou a suspeita pública de que a Rússia interferiu na eleição de 2016. Também chamou a atenção por estar em desacordo com as opiniões do editor Glenn Greenwald, que publicamente ridicularizou ou rejeitou as alegações de conluio entre a campanha de Trump e a Rússia, chamando-as de "teorias radicais de conspiração". Greenwald alegou em uma entrevista ao Democracy Now! que o Partido Democrata hiperbolizou as evidências que apóiam as queixas de conluio sobre Trump, a fim de transferir a culpa pela eleição de Trump como presidente do Partido Democrata. O documento explica que a inteligência russa tentou decifrar as informações de login dos funcionários de um fornecedor fornecendo software de registro de eleitores e bancos de dados para os estados usarem em seus sistemas eleitorais. Alegou que os russos foram bem sucedidos o suficiente para que pudessem enviar por e-mail 122 funcionários eleitorais, fazendo-se passar por empregados do vendedor. De acordo com David Folkenflik do  National Public Radio, um reporter do Intercept compartilhou uma foto dos jornais com uma fonte, um contratado do governo em quem ele confiava, procurando validá-lo. A impressão incluiu um carimbo postal de Augusta, na Geórgia, e microdots, uma espécie de impressão digital computadorizada. O empreiteiro disse a seus chefes, que informaram o FBI. A NSA rapidamente identificou o vazamento dos documentos.
A cadeia de evidências levou à prisão de Winner, um jovem veterano da Força Aérea que trabalhava na Geórgia para a Pluribus International Corporation, uma contratada da NSA, quando o documento foi enviado para o The Intercept. O Intercept foi criticado por manejo não profissional do documento e indiferença à segurança da fonte. Após a prisão de Winner, o Intercept publicou uma declaração dizendo que "não tinha conhecimento da identidade da pessoa que nos forneceu o documento". Alegações do FBI sobre Winner, acrescentou, foram "afirmações e especulações não comprovadas destinadas a servir a agenda do governo e, como tal, garantem ceticismo". John Kiriakou e Whistleblower da NSA Joseph Hickman, detentor do acampamento de detenção da Baía de Guantánamo, acusaram o mesmo repórter de revelar a identidade de Winner, Matthew Cole, como tendo participado da exposição, o que, no caso de Kiriakou, levou à sua detenção.
Em 11 de julho de 2017, o The Intercept anunciou que sua empresa controladora, a First Look Media, por meio de seu Fundo de Defesa da Liberdade de Imprensa, forneceria US $ 50.000 em fundos equivalentes à Stand with Reality, uma campanha de financiamento coletivo para apoiar a defesa legal do Winner, além de uma concede a contratação de uma segunda firma de advocacia para auxiliar os principais advogados da Winner, a Bell & Brigham, sediada em Augusta. Além disso, escreveu a editora-chefe Betsy Reed, "o advogado da First Look, Baruch Weiss, da firma Arnold & Porter Kaye Scholermay, apóia os esforços de defesa, continuando a representar os interesses da First Look".

### "Estupro culposo"
Em 3 de novembro de 2020, o site publicou uma reportagem sobre o Caso Mariana Ferrer que mostrava uma audiência que aconteceu em setembro no mesmo ano em que o advogado de André Aranha, Cláudio Gastão, é mostrado aviltando Mariana e sem nenhuma ação do juiz do caso, nessa mesma reportagem o portal utiliza o termo "estupro culposo" que não é citado pelos promotores e nem pelo magistrado, como diz o professor de direito constitucional Thiago Sorrentino: “A expressão “estupro culposo” embaralhou e atrapalhou muito o devido conhecimento sobre o caso, pois não só é equivocada no Direito, como em nenhum momento foi utilizada na sentença. Em lógica jurídica, trata-se de uma falácia”.